# Большая Глушица (река)
Большая Глушица — река в России, протекает в Самарской области. Устье реки находится в 614 км по левому берегу реки Большой Иргиз. Длина реки составляет 65 км, площадь водосбора — 994 км².
В 52 км от устья находится речное Поляковское водохранилище.
Большая Глушица имеет притоки — Кочевная, Гусиха. На реке расположено крупное село, райцентр Большая Черниговка, а также небольшие сёла — Кочкиновка, Алексеевский, Поляков, Кошкин. Село Большая Глушица к реке Большая Глушица выхода не имеет.

## Этимология
Название реки произошло от термина глушица означавшего старицу, застойную заводь, непроточный рукав.

## Данные водного реестра
По данным государственного водного реестра России относится к Нижневолжскому бассейновому округу, водохозяйственный участок реки — Большой Иргиз от истока до Сулакского гидроузла. Речной бассейн реки — Волга от верхнего Куйбышевского водохранилища до впадения в Каспий.
Код объекта в государственном водном реестре — 11010001612112100009575.